# Émilienne Poumirol
Émilienne Poumirol (* 25. Juli 1950 in Varilhes, Département Ariège) ist eine französische Politikerin. Sie ist seit 2012 Abgeordnete der Nationalversammlung.
Poumirol trat 1973 der Parti socialiste bei. 1989 wurde sie zur Bürgermeisterin der Gemeinde Donneville im Département Haute-Garonne gewählt, wo sie seit 1977 als Ärztin arbeitete. Bei den Parlamentswahlen 2012 trat sie als Stellvertreterin von Kader Arif im zehnten Wahlkreis des Départements Haute-Garonne an. Arif wurde gewählt, musste sein Mandat aber im Juli 2012 nach seiner Ernennung zum Minister an Poumirol abgeben.